# 横浜薬品
横浜薬品株式会社（よこはまやくひん）は、神奈川県神奈川区片倉町708に本社を置く、医薬品卸売業であった。塩野義製薬系医薬品卸。現在はスズケンである。

## 概要
- 代表取締役社長 塚田曻一
- 資本金　6,000万円

## 沿革
- 1946年（昭和21年）1月 - 設立
- 1963年（昭和38年）6月 - 東京都に「大鵬薬品工業株式会社」（大塚製薬と全国の主要卸業者が出資して設立された企業である）設立。神奈川地区独占販売契約を締結。大鵬薬品は1県1社代理店制度を採用する
- 1988年（昭和63年）3月 - 大森薬品株式会社と合併

## 営業所
- 横浜市・厚木市・鎌倉市

## 主な取引メーカー
- 塩野義製薬
- カネボウ
- 大塚製薬
- 大鵬薬品
- ミドリ十字
- 日本化薬
- エーザイ